# IC 4329A
IC 4329А — спиральная галактика типа S0-a в созвездии Центавр. Поверхностная яркость — 12,3 mag/arcmin². Этот объект входит в число перечисленных в оригинальной редакции «Нового общего каталога».